# Favolaschia puberula
Favolaschia puberula är en svampart som beskrevs av Singer 1974. Favolaschia puberula ingår i släktet Favolaschia och familjen Mycenaceae.   Inga underarter finns listade i Catalogue of Life.